# Motovun
Motovun (tal. Montona), naselje i općina u zapadnoj Hrvatskoj, u Istarskoj županiji.
Najbolje je sačuvana srednjovjekovna istarska utvrda, koja se razvila na vrhu strmog brežuljka. U prapovijesnim vremenima, ilirska i keltska plemena gradila su svoje utvrde na mjestu današnjeg Motovuna. Ime mu je također keltskog porijekla, a nastalo je od riječi Montona, što znači grad u gori.

## Općinska naselja
U sastavu općine su četiri naselja (stanje 2006.), to su: Brkač (Bercaz, S. Pancrazio), Kaldir (Caldier), Motovun (Montona) i Sveti Bartol (S. Bortolo).

## Zemljopis
Općina Motovun nalazi se na sjeveru Istarske županije, u blizini gradova Buzeta i Pazina. Graniči s općinom Oprtalj, Buzetom, Pazinom, općinom Karojba i općinom Vižinada. Od mora je udaljena oko 20 km.

## Stanovništvo
Prema popisu stanovništva iz 2001., općina ima 983 stanovnika, od toga:
Ima 983 stanovnika prema popisu iz 2001.  Godine. Prosječna stopa pada broja stanovnika iznosi –1,10 % (1991. – 2001.), prosječna gustoća naseljenosti je 29 stan./km2. Općina ima 304 domaćinstva. Stanovništvo po dobi: mlado 21,9 %, zrelo 50,5 %, staro 27,6 %. 
Stopa rođenih je 7,1‰, a stopa umrlih je 7,1‰ i stopa prirodnog prirasta je 0.
Gospodarska struktura: Ukupno aktivno stanovništvo: 346 stanovnika. U primarnom sektoru radi 10,7 % stanovništva, u sekundarnom sektoru 36,7 % stanovništva i u tercijarnom 52,6 %. Gospodarstvo se temelji na vinogradarstvu, stočarstvu, građevinarstvu,turizmu, trgovini, ugostiteljstvu i obrtu. 
Narodnosni sastav
U narodnosnom sastavu prevladavaju Hrvati 64,9 %, a ostali su Talijani 9,87 %, Srbi 0,51 %, Slovenci 0,41 %, Mađari 0,31 %, Nijemci 0,20 %, ostali 1,02 %, nije se izjasnilo 16,99 %, regionalna pripadnost 4,37 % i 1,42 % nepoznato. 
Hrvatski govori 81,28 % stanovništva, talijanski 15,46 %, slovenski 0,71 %, srpski 0,41 %, mađarski 0,31 %, hrvatskosrpski 0,1 %, makedonski 0,1 %, ostalim jezicima 0,51 % i 0,81 %.
Prema vjeri: katolici 87,79 %, islam 0,61 %, pravoslavci 0,41 %, agnostici 7,12 %, ateisti 2,75 % i 1,32 % nepoznato.
Motovun kao najveće naselje ima 531. stanovnika, stopa pada broja stanovnika je –1,04 % (1991. – 2001.), površina mu iznosi 13,58 km2, a prosječna gustoća naseljenosti je 39 stan/km2. Naselje ima 171 domaćinstva. Muškog stanovništva je malo manje od ženskog 48,2 %, a žena 51,8 %. Dobna struktura:mlado 20,5 %, zrelo 53,3 %, staro 26,2 %.
| broj stanovnika | 1929  | 1995  | 2537  | 2694  | 2713  | 3011  | 2469  | 2506  | 2613  | 2049  | 1850  | 1385  | 1261  | 1098  | 983   | 1004  | 912   |
|                 | 1857. | 1869. | 1880. | 1890. | 1900. | 1910. | 1921. | 1931. | 1948. | 1953. | 1961. | 1971. | 1981. | 1991. | 2001. | 2011. | 2021. |

| broj stanovnika | 1225  | 1267  | 1419  | 1483  | 1452  | 1517  | 1253  | 1282  | 1032  | 693   | 738   | 621   | 610   | 590   | 531   | 484   | 397   |
|                 | 1857. | 1869. | 1880. | 1890. | 1900. | 1910. | 1921. | 1931. | 1948. | 1953. | 1961. | 1971. | 1981. | 1991. | 2001. | 2011. | 2021. |

## Uprava
Općinom upravlja Općinsko vijeće, koje ima 11 članova i čiji je predsjednik Elvis Linardon (nezavisna lista). Načelnik općine je Tomislav Pahović (nezavisni).

## Povijest
Povijest Motovuna započinje prije rimskog vremena, kada su na ovom mjestu digli svoje naselje Sekusi, keltsko pleme.
Motovun čine tri dijela grada. Na samom vrhu najstariji je dio, ispod njega je "Podgrađe", a noviji se dio "Gradiciol" spušta niz padinu. Gradić je do danas sačuvao srednjovjekovni izgled.
Obranu Motovuna činila su dva prstena zidina. Unutarnji prsten oko najstarijeg dijela grada datira iz 13. i 14. stoljeća. Kroz njega vode unutarnja vrata grada. Oko Podgrađa nalazio se drugi prsten gradskih zidina, u koji se ulazi kroz vanjska gradska vrata iz 15. stoljeća. U njima je danas lapidarij. Između dvoje vrata nalazi se vanjski gradski trg. Na trgu je, pokraj unutarnjih vrata, i gradska loža iz 17. stoljeća, predivan vidikovac na okolicu.
Središnji trg Andrea Antia nazvan je po renesansnom skladatelju i tiskaru nota, rođenom u Motovunu u drugoj polovici 15. stoljeća. Na trgu je barokna crkva Sv. Stjepana, izgrađena 1614. na mjestu starije crkve. Uz crkvu je zvonik–kula iz 13. stoljeća, s nazubljenim prsobranima, građena kada i prva crkva na čijim temeljima je sagrađena sadašnja. Malo je poznato da je na istom mjestu u kasnoj antici bila starokršćanska bazilika, još veća no što je današnja crkva Sv. Stjepana.
Nasuprot crkve je Komunalna palača, građena u 12. stoljeću, a u 16. i 17. stoljeću proširivana i obnavljana. Ispod trga je velika cisterna koja je opskrbljivala vodom Motovun. Do vrha Motovuna vodi uspon od 1052 stube, što ga čini najdužim stubištem u Hrvatskoj.
Kroz Motovun je prolazila željeznička pruga Parenzana, čime je mjesto ostvarivalo dobru povezanost s Porečom na zapadu te sa Slovenijom i Italijom na sjeveru. Kolodvor je sačuvan i nalazi se podno brežuljka na kojem je smješten stari dio grada, neposredno prije ulaska u t.zv. motovunski tunel.

## Gospodarstvo
Najvažnije gospodarske grane u općini su poljoprivreda i turizam.

## Poznate osobe
Poznate osobe koje su često boravile ili čiji korijeni potječu iz Motovuna:
- Miroslav Šutej, hrv. umjetnik
- Gianpaolo Polesini (Gian Paolo), političar, još 1861. zalagao se za izgradnju tunela kroz Učku
- Mario Andretti, športaš, vozač automobilističkih utrka, svjetski prvak u Formuli 1 1978, i pobjednik 500 milja Indianapolisa 1969.
- Aldo Andretti, športaš, vozač automobilističkih utrka,
- Andrija Motovunjanin (Andrea Antico), renesansni skladatelj, izumitelj notnog pisma,
- Josef Ressel, austrougarski šumar i izumitelj, izumitelj brodskog propelera, poznat po pošumljavanju Učke.
- Loris Premuda, liječnik
- Luigi Morteani, povjesničar
- Dean Kotiga, kvizoman

## Spomenici i znamenitosti
Crkva Blažene Djevice Marije "od Vratiju":
Izgrađena 1520.godine.
Ime crkve vezano je uz sliku s likom Majke Božje koja se čuva na mramornom oltaru,
izgrađenom skoro u sredini crkve.
Prema legendi, Djevica Marija pojavila se na stablu koje je bilo upravo na mjestu gdje je danas smješten oltar.
Palača Polesini:
Izgradila ju je obitelj markiza Polesinija, potječe iz 16. stoljeća, a danas je to hotel.
Nasuprot zgrade je grlić cisterne iz 1322. godine, s uklesanim lavom Sv. Marka,
najstarijim lavom u kamenu nakon onoga u Kopru.
Gradska vrata:
U renesansnom stilu, krase je grbovi patricijskih obitelji. Očuvali su se do danas otvori u parapetu koj
su korišteni za bacanje ulja, vrućeg katrana, kamenja i drugih materijala na neprijatelje koji su napadali grad.
Crkva Sv. Ciprijana:
Nije datirana, no zasigurno je rekonstruirana 1855. godine zavjetom stanovnika Motovuna, koji je
slijedio nakon epidemije kolere.
Gradska loža:
Na donjem trgu nalazi se loža, izgrađena 1331. godine. Danas se trg zove po Josefu Resselu, izumitelju brodskog vijka
koji je dio životnog vijeka proveo u Motovunu.

## Obrazovanje
Osnovna škola "Vladimir Nazor". U gradiću već nekoliko desetljeća djeluje i međunarodna ljetna škola arhitekture.

## Kultura
- Hrvatski književnik Vladimir Nazor je smjestio mjesto radnje svog poznatog djela "Veli Jože" u Motovun.
- Motovunski filmski festival održava se potkraj srpnja, a traje pet dana. Prvi je put održan 1999. godine, a njegov je utemeljitelj hrvatski redatelj Rajko Grlić.
- U Motovunu je nekad djelovala katedra Čakavskog sabora.
- Od 2003. djeluje muška klapa Motovun.

## Šport
Automobilistička utrka Motovun Off Road održava se od 1998.

## Vanjske poveznice
- Službena stranica
- Turistička zajednica Motovuna

- Motovunski filmski festival (hrv.) (engl.)
- Klapa Motovun  Arhivirana inačica izvorne stranice od 28. svibnja 2009. (Wayback Machine)